# 斯坦尼斯拉夫·梅德维登科
斯坦尼斯拉夫·尤里約维奇·梅德维登科（烏克蘭語：Станіслав Юрійович Медведенко，羅馬化：Stanislav Yuriiovych Medvedenko，1979年4月4日—），乌克兰职业篮球运动员。